# Saison 5 de The L Word
Chronologie
Saison 4 Saison 6
La cinquième saison de The L Word, diffusée sur la chaîne de télévision Showtime, compte 12 épisodes.

## Épisodes

### Épisode 1:Lutte d'influence
- États-Unis : 6 janvier 2008

- Lucia Rijker (Dusty)
- Glynis Davies (Victoria Van Kleef)
- Lara Babalola (Counsellor)
- Dwayne Bryshun (Ed)
- Patrick Sabongui (Jamal)
- Kathryn Kirkpatrick (Prison Guard)
- Lindsay Maxwell (Lexi)
- Nicola Anderson (Marrissa)
- Joanna Reid (Prisoner #1)
- Tamara Lee Noonan (Prisoner #2)
- Anna Hagan (Samantha)
- Lucia Walters (Camilla)
- Venus Terzo (Andrea Jills)
- Joanne Wilson (Megan Swisher)
- Julius Chapple (Arson Investgator)

### Épisode 2:Luxe et Langueur
- États-Unis : 13 janvier 2008

- Lucia Rijker (Dusty)
- Lynda Boyd (Isabelle Halsey)
- Barbara Kottmeier (Madison Halsey)
- Michelle Morgan (Abigail)
- Alberta Mayne (Gina)
- Alexis Kellum-Creer (Denise)
- Anthony McRae (Guard)
- Lenore Zann (Jackie)
- Pamela Diaz (Billie)
- Charlie Carrick (Waiter)

### Épisode 3:Lady à l'eau
- États-Unis : 20 janvier 2008

- Lucia Rijker (Dusty)
- John Pyper-Ferguson (Michael Angelo)
- Paul Edwards (Gym Queen)
- Leah Beckingham (Nearly Naked Girl)
- Kathryn Kirkpatrick (Prison Guard)
- Jenny McDonell (Prisoner #1)
- Rehema Andeku (Prisoner #2)
- David Quinlan (Bones)
- Max Fomitchev (Frank)
- Tatiana Szalay (Zanne)
- Michael Chase (Robbie)
- Heather Doerksen (Karen)
- Sarah Taylor (Sammie)
- Lenka Stolar (Brenda)
- Ryan Cowie (Thief)

### Épisode 4:Lançons la fête
- États-Unis : 27 janvier 2008

- Nicole Fraissinet (Jordina Garber)
- Rachel Anne Scott (Susan)
- Georgia Hacche (Luchi Santis)
- Leah Beckingham (Summer Adams)
- Sean Bell (Major Dorough)
- Aaron Pearl (Lieutenant Finnerty)
- Melanie Bray (Lani Shipman)
- Ingrid Tesch (Christine Beech)
- Andrew Wheeler (Paul)
- Mittita Barber (Clipboard Girl)
- Lenka Stolar (Brenda)
- Jason Collins (Daryl Brewer)
- Michael Challenger (Daryl Brewer's Lover)
- L. Harvey Gold (Barry Burd)

### Épisode 5:Limites dépassées
- États-Unis : 3 février 2008

- Wendy Glenn (Isabella / Bev)
- Angela Gots (Cammie / Shaun)
- Erin Karpluk (Susan / Alysse)
- Michelle Harrison (Lauren / Helen)
- Linnea Sharples (Gretchen / Nina)
- Shirane Haas (Cheryl / Cat)
- Amber Borycki (Marci / Donna)
- Jason Collins (Daryl Brewer)
- Marrett Green (News Anchor #1)
- Brenda Crichlow (Sports Reporter)
- Val Cole (News Anchor #2)
- Matt David Johnson (Dan Halter)
- Michael Daingerfield (Talk Show Host)
- Jennifer Ludek (Bar Patron)

### Épisode 6:Lumière! Caméra! Action!
- États-Unis : 10 février 2008

- Wendy Glenn (Isabella / Bev)
- Linnea Sharples (Gretchen / Nina)
- Emile Shams (Emile)
- Aurelio Dinunzio (Health Inspector)
- Joanne Wilson (Megan Swisher)
- Ann Troyer (Caterer)
- Susan Mayo (First A.D.)
- Tony Forsyth (Teamster)
- Sam Stefanski (Sound Guy)
- Joe Howard (Production Cop)
- Delpaneaux Wills (Production Assistant)
- Patricia Melone (Woman #1)
- Holly Dunlap (Grip / Party Goer)

### Épisode 7:La Loi du Talion
- États-Unis : 17 février 2008

- Deanne Bray (Amy Reed)
- Kelly McGillis (Colonel Gillian Davis)
- Dawn Chubai (EPK Host / Piper)
- Katey Wright (Script Supervisor)
- Sandra Mayo (First AD)
- Donnelly Rhodes (Colonel Jon Smythe)
- Jacqueline Samuda (Saundra Houston)
- Brenda Campbell (Mary Lamm)
- Irene Karas (Show Producer)
- Shay Kingston (Jimmi)
- Emma Lahana (Missy P)
- Aaron Craven (Kevin Mador)
- Denalda Williams (Joan North)
- Brett McCord (Second AD)
- Thomas Bradshaw (Security Guard)
- Chris Shields (Cop)

### Épisode 8:Ligne de conduite
- États-Unis : 24 février 2008

- Angela Gots (Cammie / Shaun)
- Deanne Bray (Amy Reed)
- Kelly McGillis (Colonel Gillian Davis)
- Aaron Craven (Kevin Mador)
- Denalda Williams (Joan North)
- Nathaniel Marten (Mark Bryant)
- Tanya Champoux (Gloria)
- Aaron Pearl (Lieutenant Finnerty)
- Sean Bell (Major Dorough)
- Crystal Bublé (Anita Martinez)
- Andy Stahl (Ranking Member)
- Kasper Michaels (Photographer)
- Reese Alexander (Security Guard)
- Chantal Jarry (Melinda)
- Conrad Whitaker (Officer l)

### Épisode 9:Liens caniculaires
- États-Unis : 2 mars 2008

- Lisa Langlois (Andrea)
- Jacob Blair (Richard)
- Sandra Mayo (First A.D.)
- Brett McCord (Second A.D.)
- Kevin O'Grady (Key Grip)
- Jennifer Kitchen (Goombah Girl)

### Épisode 10:Le Cycle de la vie
- États-Unis : 9 mars 2008

- Jasmine Lukuku (Nicole)
- Camille Atebe (T)
- Trish Allen (Bike Organizer)
- Marci T. House (Grand Marshall)
- Kris Pope (Cycling Dude #1)
- Gerry Morton (Cycling Dude #2)
- P.J. Prinsloo (Cycling Dude #3)

### Épisode 11:Leçon de chantage
- États-Unis : 16 mars 2008

- Melanie Lynskey (Clea Mason)
- Wendy Glenn (Isabella / Bev)
- Angela Gots (Cammie / Shaun)
- Lisa Langlois (Andrea)
- Sandra Mayo (First A.D.)
- Paula S. Kyan (Second A.D.)
- Linnea Sharples (Gretchen / Nina)
- Aaron Craven (Kevin Mador)
- Amber Borycki (Marci / Donna)
- Brenda Campbell (Mary Lamm)
- Denalda Williams (Joam Noord)
- Jacqueline Samuda (Saundra Houston)
- Rhys Williams (en) (Freddy)
- Erin Karpluk (Susan / Alysse)

### Épisode 12:Loyauté et Fidélité
- États-Unis : 23 mars 2008

- Melanie Lynskey (Clea Mason)
- Wendy Glenn (Isabella / Bev)
- Robert Weiss (George Charles)
- Nicole Lyn (Vanessa)
- Gabriel Carter (Suit #2)
- Benjamin Ratner (Suit #1 / Dan)
- Shirane Haas (Cheryl / Cat)
- Erin Karpluk (Susan / Alysse)
- Sandra Mayo (First A.D.)
- Linnea Sharples (Gretchen / Nina)
- Miggi Hood (Serena)
- Peter James (Bicycle Cop)
- Jacy King (Karen)
- Grace Renn (J.J. Jones)
- Robert Esser (Grip Guy)
- Byron de Marse (Isabella / Bev's Husband)
- Holly Dunlap (Grip / Party Goer)
- Julie Pepin (Phone Girl)